# おっ三ラジオ
おっ三ラジオ（おっさんラジオ）は、CBCラジオで毎月第2月曜日（日曜深夜）に放送していたラジオ番組。2014年10月13日（12日深夜）放送開始、2016年3月14日（13日深夜）放送終了。

## 概要
「3人のおっさんが人生の喜怒哀楽、エロからグロまで自由に喋る1時間」（公式ホームページの記述）のトーク番組。
- 番組開始当初は、収録に先立って資料映像を観賞し、感想を語り合うのが恒例となっていた。
- トークの合間には、昭和の珍曲・迷曲が多く選曲されている[1]。

## 備考
- 番組名の由来は関西地方のテレビ局サンテレビのキャッチフレーズ「おっ!サンテレビ」。
- 「北野誠のズバリ」での番組プレ放送にて北野曰く、3人で飲むきっかけを作るため番組が企画されたという。
  - 最初は北野から井上に番組の話が持ち掛けられた。それに対し、井上が戸井を誘うならやりたいと応え、この座組が決まった。
  - 番組が定着したら、出演者3人でロフトプラスワンなどで催されるような、ディープなトークライブを開催する事を一つの目標としている。
- 2014年12月の聴取率調査では、米印（聴取率ゼロ）になるのも珍しくない時間帯ながら、0.1%の聴取率を獲得した。聴取層は40〜60代男性が大半で女性はゼロだったという。[2]

## 放送時間
- 毎月第2月曜日 0:00 - 1:00（日曜深夜）

本番組の放送開始により、第2日曜日の放送終了時刻は、従来の24:40から25:10に繰り下げとなった。

## 出演
- 北野誠（『北野誠のズバリ』パーソナリティー）
- 井上トシユキ（『北野誠のズバリ』月曜コメンテーター）
- 戸井康成（『ドラ魂KING』『ドラ魂ナイト』パーソナリティー）